# 英国铁路43型柴油机车 (高速版)
英國鐵路43型高速柴油机车（英文：British Rail Class 43 (HST)），是英國鐵路系統自1976年開始使用的柴油動力機車，用於牽引InterCity 125城際高速列車（High Speed Train，HST）。本型車使用柴油電力傳動，由前英國鐵路公司所屬的英國鐵路工程公司，在1976年到1982年之間製造了197輛。
本型機車是世界上運行速度最快的柴油機車，最高時速可達每小時238公里（此紀錄由車號43102與43159兩車創造），一般營運時速為每小時125英里（201公里/小時），「城際列車125」由此得名。
43型機車的技術輸出至澳大利亞，成為XPT型列車的基礎。

## 性能
基於由55型高速機車所得的經驗，機車的軸重不能過高，以利在持續以高速運轉時保護軌道。因此新型機車需要高轉速引擎，以提供適當的功率重量比。由此，每部機車裝置一部新型的12缸水冷V型柴油引擎（ Paxman 12RP200L），轉速為每分鐘1500轉時可輸出2250馬力，驅動兩台布拉許公司（Brush Traction）生產的交流發電機，其中一部發電機負責驅動4部牽引馬達，經過齒輪減速後將動力輸出到四個動軸。另一部發電機則負責為列車上的暖氣、空調、照明等設備提供電能，因此43型實際上用於牽引的功率大約是1770馬力。功率重量比為每噸24千瓦，軸重僅為17.5噸。
2005年，鐵路部門開始將43型機車的引擎更換為MTU生產的16V 4000型引擎，功率更大且更環保。

## 歷史
20世纪70年代，英國鐵路理事會認為在1970年代末期，現有的柴油機車將面臨淘汰，但財政上不允許發展新型電力機車。之前鐵道部門曾設計了燃氣渦輪機車——先進旅客列車（Advanced Passenger Train，APT），但僅為實驗性質。當局希望能有比APT更便宜、實用的柴油引擎機車。
英國鐵路工程公司克魯（Crewe）工廠在1972年6月和8月生產出了兩部原型車，編為41型柴油機車（車號41001與41002）。之後鐵道部門決定將兩部41型機車與所牽引的新型Mark 3型客車，重新命名為252型柴聯車，並將兩部41型原型車重新編為43000和43001的編號，也就是43型機車與城際列車125系列高速列車的前身。
1973年6月12日，兩輛原型車牽引的城際列車125編組，創下了柴油列車的世界紀錄，車速為每小時232公里。
量產的43型在外觀上和原型車略有不同。城際列車125系列高速列車，是由兩輛43型機車於編組兩端以推拉式牽引若干輛Mark 3型客車車廂組成。一般編組是8節（5節普通車廂、1節餐車、2節頭等車廂），或7節（4節普通車廂、1節餐車、2節頭等車廂）。
1976年，由43型機車與“英国铁路3型客车”編組而成的「城際列車125」開始營運於大西部主線（Great Western Main Line）。這是英國鐵路系統中，首次出現時速超過100英里的列車。
43型機車在英國營運數十年，但仍然是不少鐵路幹線的主力機車。雖然經過部分升級，當局也在尋找替代的新車型。 2009年2月12日，英國政府運輸部公佈了城際特快計劃（Intercity Express Programme），目標是要取代城際列車125、225。